# Вільяеспаса
Вільяеспаса (ісп. Villaespasa) — муніципалітет в Іспанії, у складі автономної спільноти Кастилія-і-Леон, у провінції Бургос. Населення — 18 осіб (2010).
Муніципалітет розташований на відстані близько 190 км на північ від Мадрида, 36 км на південний схід від Бургоса.
На території муніципалітету розташовані такі населені пункти: (дані про населення за 2010 рік)
- Рупело: 10 осіб
- Вільяеспаса: 8 осіб

## Демографія
Динаміка населення (INE ):